# استویان اوسویناک
استویان اوسویناک (انگلیسی: Stojan Osojnak; ۱۱ ژوئن ۱۹۲۳ – ۱۰ اکتبر ۲۰۱۶) بازیکن فوتبال اهل کرواسی بود.
از باشگاه‌هایی که در آن بازی کرده‌است می‌توان به باشگاه فوتبال رییکا و باشگاه فوتبال دینامو زاگرب اشاره کرد.